# فرحة بنت قراطاش الظفرية
فرحة بنت قراطاش الظفرية من رواة الحديث، عاشت في مُنتصف القرن الخامس للهجرة وتوفيت عام 598 هـ.
ورتبتها صدوق حسن الحديث وقال عنها أبو القاسم بن الأعز بن الظهيري (كانت امرأة صالحة).

## نسبها
هي فرحة بنت قراطاش بن طنطاش الظفري العوني، كُنيتها أم الحياء، كان أبوها مولى الوزير عز الدين ابن هبيرة.

## شيوخها
تَتَلمَذت على يَد أبو القاسم إسماعيل بن أحمد بن عمر بن أبي الأشعث.

## تلاميذها
- أبو الحسين يحيى بن علي بن عبد الله بن علي بن مُفرج القُرشي كَانَ مِمَن تتلمذ على يديها.

## روايتها

### روت عن
- إسماعيل بن السمرقندي.

### روى عنها
- ابن خليل.
- الضياء المقدسي.
- والنجيب الحراني.

وبالإجازة: الفخر بن البخاري، وغيرهم.

## وفاتها
توفيت في ذي القعدة سنة تسع. قاله ابن النجار. وقال الدبيثي سنة ثمان وعلى الأغلب ماتت سنة 598 للهجرة.